# Stenosi uretrale
Una stenosi uretrale è un restringimento del lume dell'uretra causato da una cicatrice che si sviluppa nella parete uretrale a partire da una lesione. Fra le cause possibili vi sono le infezioni delle basse vie urinarie (particolarmente le uretriti), ma anche alterazioni tissutali di tipo non infiammatorio. Si tratta di una patologia il cui trattamento è complesso e dibattuto in campo urologico.

## Anatomia chirurgica dell'uretra
L'uretra è l'ultimo tratto delle vie urinarie.  Unisce la vescica con l'esterno (meato uretrale esterno). L'uretra femminile è un canale lungo circa 4 cm e dal diametro di mezzo centimetro. L'uretra maschile è considerevolmente più lunga (18-20 cm) e non può essere considerata una struttura tubulare omogenea ma un canale costituito da diverse parti, ciascuna avente una sua caratteristica strutturale e funzionale. I differenti processi patologici stenosanti nei vari segmenti uretrali e le conseguenti diverse implicazioni chirurgiche sono strettamente connesse alla diversa conformazione anatomica.
In particolare una netta distinzione va fatta tra uretra anteriore e uretra posteriore che si comportano come due organi completamente distinti. Questi due organi possono poi essere suddivisi in altri segmenti ciascuno con proprie caratteristiche anatomiche, patologiche e di approccio chirurgico.

## Incidenza
La stenosi uretrale è una patologia correlata all'età. È infatti decisamente rara in età pediatrica ed aumenta linearmente fino ai 55 anni. Dopo questa età l'incidenza aumenta in modo significativo. Questo andamento è probabilmente associato alla aumentata incidenza di ischemia uretrale in relazione all'invecchiamento. Secondo uno studio del Dipartimento di Salute del Regno Unito l'incidenza di stenosi sintomatica è di circa 1:2000 uomini e sale fino a 1:200 in tarda età.

## Eziologia
Tra le cause delle stenosi uretrali anteriori si ricordano:
- stenosi congenita
- forme post-infettive
- traumi
- cause iatrogene (ischemia conseguente a manovre endoscopiche o ad inserzione di cateteri, pregressi interventi chirurgici per ipospadia)
- lichen sclerosus

Per le stenosi uretrali posteriori le cause più comuni sono i traumi del bacino e gli interventi chirurgici sulla prostata.
A causa delle citate differenze anatomiche, l'etiopatogenesi della stenosi dell'uretra anteriore è differente rispetto a quella dell'uretra posteriore. In generale le stenosi uretrali sono causate da una lesione traumatica oppure da un'infezione virale o batterica di un tratto uretrale, spesso provocato da alcune infezioni sessualmente trasmissibili (IST). Il tentativo dell'organismo di riparare i danni causati dalla lesione o dalla infezione crea un accumulo di tessuto cicatriziale nel tratto uretrale interessato. Ciò determina una significativa riduzione, talvolta fino alla chiusura, del lume dell'uretra. Prima dell'avvento della uro-endoscopia con endoscopio flessibile anche l'utilizzo di endoscopi rigidi od altra strumentazione dell'uretra rappresentava (e tuttora rimane) un importante evento causale.
Stenosi brevi nell'uretra bulbare, in particolare tra il terzo prossimale ed i 2/3 distali del bulbo, possono essere congenite. Probabilmente costituiscono una sorta di membrana alla giunzione tra i segmenti anteriori e posteriori uretrali.
Generalmente non si evidenziano in età più avanzata, e dopo la pubertà il flusso urinario è impedito solo in modo relativo, al punto che il paziente spesso neppure si lamenta di un mitto "povero".  L'uretra decorre tra le gambe molto superficialmente. Ciò la rende estremamente vulnerabile ai traumi. Una semplice caduta dalla bicicletta ed un trauma in regione perineale può causare la formazione di tessuto cicatriziale all'interno del tratto dell'uretra. Questa condizione è spesso misconosciuta fino a quando il paziente non presenta problemi ad urinare. Infatti l'eccesso di tessuto cicatriziale è completamente indolore. In alcuni casi il semplice passaggio di calcoli renali attraverso l'uretra, oltre ad essere molto doloroso, può successivamente determinare una stenosi uretrale. Vi sono segnalazioni di stenosi uretrali in neonati ed in bambini che hanno fatto seguito al processo infiammatorio secondario a una circoncisione.
Nel novecento le più importanti cause di stenosi uretrali maschili sono state certamente correlate alla gonorrea ("scolo") ed ai traumi. Nel secolo successivo l'eziologia è cambiata, con la comparsa di nuove malattie e condizioni stenosanti. Le stenosi da Lichen Sclerosus (LS) e quelle secondarie a chirurgia ipospadica sono in deciso aumento, costituendo una possibile complicazione della chirurgia ricostruttiva genito-uretrale.
Molte stenosi uretrali anteriori sono di natura ischemica o iatrogena, il che rende necessaria una manipolazione uretrale delicata da parte dell'urologo. I traumi esterni sono una causa rara di stenosi anteriore; tra questi si citano le cadute a cavalcioni. Al contrario, molte stenosi posteriori hanno causa traumatica (generalmente traumi pelvici).
Cause assai meno frequenti di stenosi posteriori sono la chirurgia prostatica endoscopica, la brachiterapia, la crioterapia e la prostatectomia radicale.

## Segni e sintomi
Durante le prime fasi della stenosi uretrale, il soggetto può provare dolore durante la minzione e l'incapacità a svuotare completamente la vescica. Non è raro che la vescica tenda a distendersi significativamente a causa di questa incapacità di minzione completa.
La stenosi uretrale può causare problemi di minzione e talvolta anche la totale incapacità di urinare. Quest'ultima evenienza prende il nome di ritenzione acuta d'urina ed è un'emergenza medica. Spesso alla stenosi, e talvolta anche prima della diagnosi iniziale, si associa un'infezione delle vie urinarie. Gli antibiotici, soprattutto la classe di agenti anti-infettivi chiamati chinolonici oppure il cotrimossazolo (una combinazione di trimetoprim e sulfametossazolo), vengono spesso impiegati in una fase iniziale del trattamento. Occasionalmente si può assistere ad un certo grado di sollievo dello sforzo da minzione oppure ad un miglioramento del flusso urinario (a seconda della gravità della stenosi) a seguito del trattamento antibiotico. Questo risultato pare essere dovuto alla riduzione dell'infiammazione uretrale.
I sintomi ostruttivi da svuotamento sono quelli di più frequente riscontro. Fra questi:
- Diminuzione del mitto (la forza del flusso urinario)
- Svuotamento incompleto della vescica
- Gocciolamento di urina al termine della minzione
- Intermittenza urinaria
- Deviazione del flusso urinario
- Aumento di frequenza della minzione
- Ritenzione acuta o cronica di urina
- Segni di idronefrosi a causa dell'aumento di pressione necessario alla minzione

### Complicazioni
- Ritenzione urinaria
- Diverticolo uretrale
- Ascesso periuretrale
- Fistola uretrale
- Idronefrosi bilaterale
- Infezioni delle vie urinarie
- Calcoli delle vie urinarie
- Ernia, emorroidi o prolasso rettale da sforzo

## Diagnosi
- Uroflussometria
- Cistoscopia
- Uretrografia
- Ultrasonografia uretrale
- Uretroscopia
- Valutazione urologica generale
- Esame obiettivo dei genitali

Lo studio approfondito delle stenosi consente la stadiazione della patologia. È inoltre indispensabile per pianificare la strategia terapeutica più adeguata. L'urologo necessita infatti del maggior numero possibile di informazioni sulla stenosi (sede, lunghezza, estensione della spongiofibrosi) e sui fattori ad essa associati (lichen sclerosus, pregressa chirurgia ipospadica e/o prostatica, patologie urologiche associate).

## Trattamento

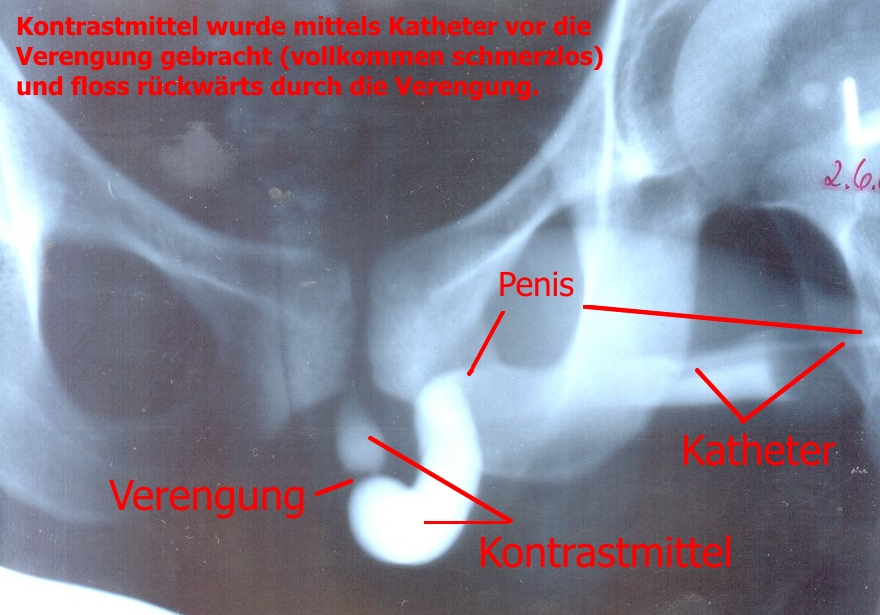
Questa uretrografia mostra una stenosi uretrale in un uomo.

### Trattamento strumentale
- Dilatazione uretrale con catetere con sonda filiforme e dilatatori.

Si introducono in un'uretra stenotica sonde o cateteri di calibro progressivamente più elevato. Il paziente viene fatto ritornare ad intervalli regolari, a seconda della gravità della stenosi, della sua localizzazione e della età e stato di salute del paziente. In ogni seduta vengono introdotti uno o due cateteri di calibro maggiore per ogni seduta. La tecnica è preceduta dalla applicazione di un anestetico locale.
Una volta ottenuta la dilatazione desiderata si potrà allungare gradualmente l'intervallo tra
le singole sedute, in genere considerando un buon risultato l'esecuzione di una seduta ogni 6 o 12 mesi.
- Autodilatazione intermittente

Consiste nella dilatazione ogni 3-6 mesi e comporta l'uso da parte del paziente di cateteri a basso attrito per rendere più confortevole l'inserimento. Con l'aiuto del catetere l'utilizzatore è in grado di provvedere al trattamento autonomamente. La tecnica viene anche definita CID (Clean Intermittent Dilatation) vale a dire dilatazione pulita intermittente.

### Trattamento d'emergenza
- Dilatazione con catetere con sonda filiforme e drenaggio della vescica attraverso il catetere (Pronto Soccorso)
- Inserimento guidato dal cistoscopio a fibre ottiche di un catetere con sonda filiforme e drenaggio della vescica attraverso il catetere (Pronto Soccorso)
- Uretrotomia sotto visione con posizionamento di un catetere di Foley e di un sistema di drenaggio urinario per 7 giorni dopo la procedura (Camera operatoria; anestesia generale o loco-regionale)
- Inserimento di un catetere sovrapubico con un sistema di drenaggio urinario, prima del ricorso alla soluzione chirurgica. (Pronto Soccorso, Sala Operatoria)

### Chirurgia
- Uretrotomia sotto visione
- Uretrotomia con ablazione laser
- Uretroplastica peniena in tempo unico[4]
- Uretroplastica in due tempi con mucosa buccale[5]
- Posizionamento temporaneo di stent uretrale
- Posizionamento permanente[6]

La chirurgia uretrale è un patrimonio limitato ad un ristretto numero di specialisti. In letteratura la chirurgia a cielo aperto, denominata "uretroplastica", avrebbe dimostrato risultati nettamente superiori alle altre metodiche meno invasive (dilatazioni, uretrotomia endoscopica, stent permanente).
Contrariamente ad altre patologie urologiche allo stato attuale non esistono linee guida ben definite per la terapia delle stenosi. È importante sottolineare che l'obiettivo di un trattamento moderno non è solo quello di assicurare il ripristino della funzione urinaria, ma anche di preservare una soddisfacente attività sessuale e l'aspetto estetico dei genitali. La letteratura riporta comunque una più alta percentuale di successo a lungo termine delle uretroplastiche  (oltre il 90%) rispetto all'uretrotomia endoscopica  (dal 30-60% in primo tempo). Temporanee e non risolutive sono le dilatazioni o l'uretrotomia in secondo tempo.

### Follow-up ed educazione del paziente
La stenosi uretrale è caratterizzata da un elevato tasso di recidiva, perfino dopo un'operazione chirurgica coronata dal successo. I pazienti devono essere monitorati e trattati per eventuali infezioni delle vie urinarie. Ogni paziente deve essere adeguatamente istruito a prestare grande attenzione ai sintomi di una possibile infezione delle vie urinarie.
È opportuno che il paziente esegua un'uroflussometria a intervalli annuali per almeno cinque anni dopo l'intervento chirurgico. Dopo i 40 anni è caldamente raccomandato lo studio ed il monitoraggio della prostata a intervalli regolari, stabiliti dallo specialista. Questa raccomandazione è meglio comprensibile alla luce di un possibile lieve aumento di incidenza di prostatite nei pazienti con stenosi rispetto alla popolazione generale. L'educazione del paziente e la consulenza specialistica sono aspetti fondamentali del piano di trattamento.